# 宋翔凤
宋翔鳳（1777年—1860年），字于庭，又作虞庭，別號瘦客，江蘇蘇州府長洲縣人，又作元和縣人，清朝政治人物、學者。

## 生平
為長洲宋氏北宅宋勤業裔孫。父宋簡（字長文，號西樵，1757-1821，宋勤業曾孫）為乾隆五十五年（1790年）庚戌恩科進士，母為莊培因女（1755-1800）。與劉逢祿是表兄弟，莊述祖曾說：“劉甥可師，宋甥可友”。
宋翔鳳“少跳蕩，不樂舉子業，嗜讀古書，不得，則竊衣物以易。祖父夏楚之，不能禁也”。嘉慶五年（1800年）庚申恩科順天鄉試舉人，同年十一月丁母憂，服闋後屢次參加會試均落第。二十一年（1816年）任泰州學正，道光六年（1826年）冬赴任旌德縣訓導，八年（1828年）任滿後赴京師。十五年（1835年）籤發湖南，十六年（1836年）任興寧縣知縣，十七年（1837年）任湖南鄉試同考官，十八年（1838年）任耒陽縣知縣，二十一年（1841年）任新寧縣知縣，同年冬兼任武岡州知州，二十四年（1844年）署永興縣知縣。二十五年（1845年）至二十九年（1849年）間以署寶慶府同知及新寧縣知縣身份參與編修《寶慶府志》。咸豐元年（1851年)冬以老乞歸。九年（1859年）參加江蘇鹿鳴宴，加寶慶府知府銜，十年（1860年）卒。

## 學術成就
宋翔鳳是今文經學家，亦是常州學派學者。常用樸學訓詁考證等治經方法，“通訓詁名物，志在西漢家法，微言大義”。著有《過庭錄》十六卷，其中卷一至三為《周易考異》。此外，尚有《四書釋地辨證》二卷、《樸學齋文錄》四卷、《香草詞》二卷、《碧雲庵詞》二卷等。

## 紅樓夢索隱
趙烈文著《能靜居日記》（咸豐九年八月十二日）引用宋翔鳳語，稱《紅樓夢》由和珅進呈乾隆帝，乾隆帝閱後稱此書為明珠家事。